# Dirk Heirweg
Dirk Heirweg, né le 27 septembre 1955 à Zele en Flandre-Orientale, est un coureur cycliste belge. Professionnel de 1978 à 1992, il a été Champion de Belgique de la course aux points en 1981. Il a participé aux Jeux olympiques de 1976.

## Palmarès

### Palmarès amateur
- 1974
  - 2e du Trophée des Flandres
- 1976
  - 1re et 3e étapes du Tour du Hainaut occidental
  - 2e du Tour du Hainaut occidental
- 1977
  - Grand Prix François-Faber :
    - Classement général
    - 1re étape

  - 2e de Gand-Ypres
  - 2e du Grand Prix d'Affligem
  - 2e du championnat de Belgique sur route des militaires
  - 2e des Heuvelland Tweedaaagse
  - 2e de la Flèche d'or (avec Johnny De Nul)
  - 3e du Tour du Hainaut occidental
  - 3e du championnat de Belgique de l'omnium amateurs
- 1978
  -  Champion de Belgique de l'américaine amateurs (avec Walter Schoonjans)

### Palmarès professionnel
- 1978
  - 3e étape des Quatre Jours de Dunkerque
  - 1re étape de l'Étoile des Espoirs
  - 3e du Circuit de la région frontalière
- 1979
  - Circuit des bords flamands de l'Escaut
  - 3e du Grand Prix de Peymeinade
  - 3e du Tour du Limbourg
- 1980
  - 2e du championnat de Belgique sur route
  - 2e du Prix national de clôture
  - 2e de la Gullegem Koerse
  - 3e de Londres-Bradford
- 1981
  -  Champion de Belgique de la course aux points
  - Flèche halloise
  - 2e du Grand Prix de la ville de Zottegem
- 1982
  - Circuit de la région frontalière
  - Circuit des Ardennes flamandes - Ichtegem
  - Maaslandse Pijl
  - Grand Prix Marcel Kint
  - 2e du Grand Prix Beeckman-De Caluwé
- 1983
  - 6e étape du Tour des Trois Provinces
  - Grand Prix Beeckman-De Caluwé
- 1984
  - Prix national de clôture
  - Grand Prix Betekom
  - Circuit du Meetjesland
  - Grand Prix Beeckman-De Caluwé
  - 2e du Championnat des Flandres
  - 3e de la Ruddervoorde Koerse
- 1985
  - Flèche de Liedekerke
  - 3ea étape du Tour du Danemark
  - 3e de la Flèche picarde
  - 3e du Circuit du Pays de Waes
  - 3e du Omloop van de Westkust
  - 3e du Grote Prijs Dr. Eugeen Roggeman
- 1986
  - Circuit Escaut-Durme
  - Grand Prix Betekom
  - Gullegem Koerse
  - Grand Prix Beeckman-De Caluwé
  - 2e du Circuit de la région linière
  - 3e du Circuit du Brabant occidental
- 1987
  - Championnat des Flandres
  - 2e du Circuit du Brabant occidental
  - 2e du Circuit Escaut-Durme
- 1988
  - 3e du Championnat des Flandres
- 1989
  - 2e du Circuit de Niel
  - 2e du GP Melckenbeeck
  - 2e du Grand Prix E5
- 1990
  - Circuit Escaut-Durme
  - 2e du Grand Prix E5
  - 3e du Prix national de clôture

## Résultats sur les grands tours

### Tour de France
1 participation
- 1980 : abandon (13e étape)

### Tour d'Espagne
1 participation
- 1982 : abandon (4e étape)